# Antifo (figlio di Priamo)
Antifo (in greco antico: Ἄντιφος?, Ántiphos) è un personaggio della mitologia greca, uno dei cinquanta figli di Priamo, concepito con Ecuba.

## Mitologia
Nella guerra di Troia fu fatto prigioniero da Achille insieme al fratellastro Iso, ma riuscirono entrambi a riacquistare la libertà. 

Tornati a Troia parteciparono nuovamente alle battaglie combattendo su un carro ed Antifo in particolare vi si distinse uccidendo con un giavellotto Leuco, un fedele amico di Odisseo. 

Vennero infine uccisi entrambi in uno scontro da Agamennone, che prima trafisse il petto di Iso con una lancia e poi colpì con la spada Antifo in prossimità dell'orecchio.